# Bund socialdemòcrata
El Bund socialdemòcrata o la Unió General de Treballadors Jueus a Rússia, conegut posteriorment com Bund a la Unió Soviètica (ídix: בונד„ אין ראטן־פֿאַרבאַנד"), va ser un partit polític jueu de curta durada a la Rússia soviètica. Es va formar quan el Bund rus es va dividir a la conferència de Gomel l'abril de 1920. El Bund socialdemòcrata es va formar a partir de la secció minoritària i més moderada de l'antic Bund. El partit estava liderat per Raphael Abramovitch. Després de 1923, va continuar existint a l'exili.

## Bund socialdemòcrata a la Rússia soviètica
Dins del Bund socialdemòcrata hi havia dos corrents ideològics, una tendència d'esquerra liderada per Abramovitch i una tendència més moderada liderada per Mikhail Liber. L'estiu de 1920 Abramovitch va viatjar a Europa occidental juntament amb una delegació menxevic. Després va decidir no va tornar a Rússia.
El Bund socialdemòcrata va viure una existència obscura. A les reunions dels treballadors públics condemnaria la Yevsektsia, la secció jueva del Partit Comunista. A partir de 1920, hi hauria un Comitè General del Bund d'Ucraïna amb seu a Kíiv. Al febrer de 1921, detencions massives de membres del Bund van ser dutes a terme a Vitebsk, Odessa, Kharkov, Rostov i Kíiv. La seu del Bund de Moscou va ser assaltada en dos ocasions i els materials confiscats. El març de 1921, el partit es trobava en gran part desaparegut a Rússia. El 1922, la representació del Bund socialdemòcrata a l'estranger va participar en una protesta contra un judici als líders socialista-revolucionaris a Moscou. Fins al febrer de 1923 va publicar Biuleten tsentralnogo komiteta Bunda ('Butlletí del Comitè Central del Bund') de Moscou. El número de febrer de 1923 parlava de les seccions del Bund actives a Moscou i Vitebsk.

## A Wilno
Després que Wilno (actual Vílnius) fóra annexada per la Segona República Polonesa el 1922, el Bund socialdemòcrata de Wilno va dubtar a unir-se al Bund General Jueu del Treball a Polònia. El Bund socialdemòcrata de Wilno desconfiava del Bund polonés per la seua apertura a la Komintern, argumentant que el Bund polonés havia deixat de ser una organització socialdemòcrata. Tanmateix, el 1923 el grup del Bund socialdemòcrata de Wilno es va fusionar al Bund polonés.

## A l'exili
A partir de 1924, la delegació estrangera del Bund socialdemòcrata va participar en l'enquadrament de la plataforma del Partit Obrer Socialdemòcrata Rus (menxevics) a Berlín, Alemanya. Els seus principals representants (Abramovitch, Yudin (Aizenshtat) i Grigori Aronson) van ser incorporats a la delegació estrangera menxevic a Berlín. El març de 1931, la delegació estrangera del Bund a la Unió Soviètica va publicar un número de la revista Undzer Gedank ('El nostre pensament') de Berlín, amb Abramovitch com a editor.